# Toni Tecuceanu

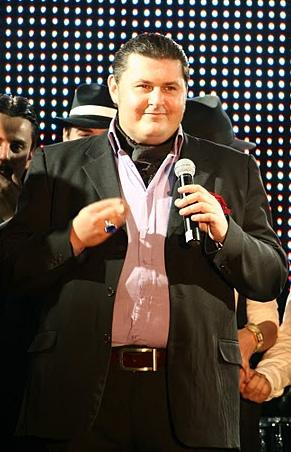
Toni Tecuceanu, 2009

Tecuceanu Aurelian-Antonio, ook Toni,  (13 januari 1972 - 5 januari 2010) was een Roemeens komiek en acteur.
Hij was vooral  bekend  door zijn deelname aan  Cronica Cârcotașilor, een populaire sitcom op "Prima TV". Toni Tecuceanu speelde verder bekende figuren zoals Adrian Năstase of Gigi Becali. Hij nam deel aan vredesmissies van de UNO en trad op in het theater, in films en op tv. Op het Gala Tânărului Actor in 2006 kreeg Toni Tecuceanu de onderscheiding van beste acteur als Lomeier in het stuk Noapte arabă, in een regie van Theodorei Herghelegiu, in het Teatrul Foarte Mic in  Boekarest. Tecuceanu overleed in januari 2010 aan de Mexicaanse griep.

## Film
- 2009  – Amintiri din Epoca de Aur